# غار شاه مردان
این غار واقع در تنگ شاه مردان مربوط به دوران پیش از تاریخ ایران باستان است و در شهرستان پاسارگاد در جهت جنوب غربی روستای جیسقان کمین در دل رشته کوه‌های زاگرس واقع شده است و دارای طبیعتی زیبا و دلنشین می‌باشد درون این تنگه یک امامزاده واقع شده که به امامزاده شاه مردان معروف است و این اثر در تاریخ ۱۱ شهریور ۱۳۸۲ با شمارهٔ ثبت ۹۸۳۴ به‌عنوان یکی از آثار ملی ایران به ثبت رسیده است.